# Hans Baur
Hans Baur, född den 19 juni 1897 i Ampfing, Kungariket Bayern, Kejsardömet Tyskland, död den 17 februari 1993 i Neuwiddersberg, Herrsching am Ammersee, Bayern, Tyskland, var en tysk SS-Gruppenführer und Generalleutnant der Waffen-SS som under andra världskriget byggde upp regeringens flygflottilj och fungerade som Adolf Hitlers personlige pilot.

## Biografi
Baur deltog i första världskriget i frivillig militärtjänst, 1915 med Flieger-Ersatzabteilung i Schleissheim. Under första världskriget var han pilot i 1:a bayerska luftskvadronen. Baur slutade våren 1916 med graden vicefältväbel. Efter första världskriget var Baur pilot i bayerska Air Mail, Air Lloyd. Han hade även civil tjänst i Junkers Luft service, från 1922 och Lufthansa från 1926. 
Från 1932 flög Baur ofta Adolf Hitler under dennes valkampanjer och 1933 rekryterades han av Hitler för att bygga upp regeringens flygflottilj. Som Hitlers pilot befordrades han till SS-Standartenführer av Heinrich Himmler den 14 oktober 1933. Han befordrades 1934 till SS-Oberführer och i februari 1945 till SS-Gruppenführer. Baur fanns i regeringskansliet och Führerbunkern fram till den 30 april 1945 då han flydde från bunkern. Baur tillfångatogs av ryska soldater den 2 maj efter att ha sårats i benen, bröstet och en hand. Läkare tvingades att amputera hans högra underben i Posen den 10 maj 1945. Baur var i rysk krigsfångenskap fram till oktober 1955. Därefter satt han i fransk fångenskap till 1957. Han avled i Neuwiddersberg den 17 februari 1993, 95 år gammal.
Baur gav 1957 ut sin självbiografi Ich flog mit den Mächtigen der Erde, ungefär Jag flög med världens mäktiga. Den utvidgades senare och fick titeln Mit Mächtigen zwischen Himmel und Erde, ungefär Med de mäktiga mellan himmel och jord. Boken innehåller ögonvittnesskildringar av Hitlers aktiviteter och samtal, och är unik genom att Baur som Hitlers privatpilot och vän var i hans omedelbara närhet praktiskt taget dagligen mellan 1933 och 1945. Boken återger till exempel händelserna kring arresteringen av Ernst Röhm sedda från Hitlers synvinkel, och redogör också för Baurs motvilja mot Hermann Göring. Baur var en av få personer som stod Hitler nära, och var en av de sista som såg honom i livet i bunkern i Berlin.